# أحمد أمير كامدار
أحمد امير كامدار (بالفارسية: احمد امیرکامدار) هو لاعب كرة قدم إيراني. حضر أحمد امير كامدار خلال مسيرته الرياضية في عدة فرق ومنها فريق غوستاريش فولاد تبريز لكرة القدم الإيراني.

## روابط خارجية
- أحمد أمير كامدار على موقع Soccerway.com (الإنجليزية)